# Bazancourt (Marne)
Bazancourt és un municipi francès, situat al departament del Marne i a la regió del Gran Est. L'any 2007 tenia 1.963 habitants.

## Demografia

### Població
El 2007 la població de fet de Bazancourt era de 1.963 persones. Hi havia 736 famílies, de les quals 184 eren unipersonals (68 homes vivint sols i 116 dones vivint soles), 220 parelles sense fills, 288 parelles amb fills i 44 famílies monoparentals amb fills.
La població ha evolucionat segons el següent gràfic:
Habitants censats

### Habitatges
El 2007 hi havia 834 habitatges, 768 eren l'habitatge principal de la família, 4 eren segones residències i 62 estaven desocupats. 739 eren cases i 90 eren apartaments. Dels 768 habitatges principals, 510 estaven ocupats pels seus propietaris, 240 estaven llogats i ocupats pels llogaters i 18 estaven cedits a títol gratuït; 2 tenien una cambra, 35 en tenien dues, 102 en tenien tres, 199 en tenien quatre i 431 en tenien cinc o més. 603 habitatges disposaven pel capbaix d'una plaça de pàrquing. A 341 habitatges hi havia un automòbil i a 337 n'hi havia dos o més.

### Piràmide de població
La piràmide de població per edats i sexe el 2009 era:
| Homes | Edats   | Dones |
| ----- | ------- | ----- |
| 0     | 95 o +  | 0     |
| 0     | 90 a 94 | 0     |
| 0     | 85 a 89 | 4     |
| 12    | 80 a 84 | 12    |
| 32    | 75 a 79 | 16    |
| 36    | 70 a 74 | 64    |
| 44    | 65 a 69 | 28    |
| 16    | 60 a 64 | 44    |
| 48    | 55 a 59 | 32    |
| 68    | 50 a 54 | 64    |
| 96    | 45 a 49 | 76    |
| 84    | 40 a 44 | 76    |
| 96    | 35 a 39 | 100   |
| 56    | 30 a 34 | 72    |
| 36    | 25 a 29 | 40    |
| 24    | 20 a 24 | 60    |
| 112   | 15 a 19 | 76    |
| 96    | 10 a 14 | 64    |
| 84    | 5 a 9   | 76    |
| 32    | 0 a 4   | 48    |

## Economia
El 2007 la població en edat de treballar era de 1.278 persones, 944 eren actives i 334 eren inactives. De les 944 persones actives 876 estaven ocupades (476 homes i 400 dones) i 69 estaven aturades (36 homes i 33 dones). De les 334 persones inactives 114 estaven jubilades, 115 estaven estudiant i 105 estaven classificades com a «altres inactius».

### Ingressos
El 2009 a Bazancourt hi havia 773 unitats fiscals que integraven 2.013,5 persones, la mediana anual d'ingressos fiscals per persona era de 18.035 €.

### Activitats econòmiques
Dels 79 establiments que hi havia el 2007, 2 eren d'empreses extractives, 7 d'empreses alimentàries, 8 d'empreses de fabricació d'altres productes industrials, 9 d'empreses de construcció, 16 d'empreses de comerç i reparació d'automòbils, 7 d'empreses de transport, 5 d'empreses d'hostatgeria i restauració, 5 d'empreses financeres, 1 d'una empresa immobiliària, 3 d'empreses de serveis, 12 d'entitats de l'administració pública i 4 d'empreses classificades com a «altres activitats de serveis».
Dels 17 establiments de servei als particulars que hi havia el 2009, 1 era una gendarmeria, 1 una oficina bancària, 2 tallers de reparació d'automòbils i de material agrícola, 2 guixaires pintors, 3 lampisteries, 2 electricistes, 1 empresa de construcció, 3 perruqueries i 2 restaurants.
Dels 5 establiments comercials que hi havia el 2009, 1 era un hipermercat, 2 fleques, 1 una fleca i 1 una joieria.
L'any 2000 a Bazancourt hi havia 12 explotacions agrícoles.

## Equipaments sanitaris i escolars
L'únic equipament sanitari que hi havia el 2009 era una farmàcia.
El 2009 hi havia 1 escola maternal i 1 escola elemental. Bazancourt disposava d'un col·legi d'educació secundària amb 430 alumnes.

## Poblacions més properes
El següent diagrama mostra les poblacions més properes.